# Methanomicrobiales
Ordre
Classification phylogénétique
- Ordre : Methanomicrobiales
  - Famille : Methanocorpusculaceae
    - Genre : Methanocorpusculum

  - Famille : Methanomicrobiaceae
    - Genre : Methanoculleus
    - Genre : Methanofollis
    - Genre : Methanogenium
    - Genre : Methanolacinia
    - Genre : Methanomicrobium
    - Genre : Methanoplanus

  - Famille : Methanoregulaceae
    - Genre : Methanolinea
    - Genre : Methanoregula
    - Genre : Methanosphaerula

  - Famille : Methanospirillaceae
    - Genre : Methanospirillum

Les Methanomicrobiales sont un ordre d'archées de la classe des Methanomicrobia. Ce sont microorganismes méthanogènes qui réduisent le dioxyde de carbone CO2 avec l'hydrogène H2 et l'acétate CH3COO–.